# Віленьківська сільська рада
Віленьківська сільська рада (до 1954 року — Віленська сільська рада) — колишня адміністративно-територіальна одиниця та орган місцевого самоврядування у Брусилівському і Коростишівському районах Білоцерківської й Київської округ, Київської і Житомирської областей Української РСР та України з адміністративним центром у с. Віленька.

## Населені пункти
Сільській раді були підпорядковані населені пункти:
- с. Віленька
- с. Онишпіль

## Населення
Відповідно до перепису населення СРСР, станом на 17 грудня 1926 року, чисельність населення ради становила 1 046 осіб, з них, за статтю: чоловіків — 528, жінок — 518; етнічний склад: українців — 1 043, поляків — 3. Кількість господарств — 240, з них несільського типу — 6.
Станом на 5 грудня 2001 року, відповідно до перепису населення України, кількість мешканців сільської ради становила 267 осіб.

## Склад ради
Рада складалася з 12 депутатів та голови.

## Керівний склад сільської ради
| ПІБ                           | Основні відомості                                                 | Дата обрання | Дата звільнення |
| ----------------------------- | ----------------------------------------------------------------- | ------------ | --------------- |
| Кушніренко Валентина Іванівна | Сільський голова, 1971 року народження, освіта, позапартійна      | 26.03.2006   | 31.10.2010      |
| Кушніренко Валентина Іванівна | Сільський голова, 1971 року народження, освіта вища, позапартійна | 31.10.2010   |                 |

Примітка: таблиця складена за даними джерела

## Історія
Створена 1923 року, як Віленська сільська рада, в складі с. Віленька та хутора Онишпіль Водотийської волості Радомисльського повіту Київської губернії.
Станом на 1 вересня 1946 року Віленська сільська рада входила до складу Брусилівського району Житомирської області, на обліку в раді перебували с. Вілень та х. Онишпіль.
11 серпня 1954 року, відповідно до указу Президії Верховної ради УРСР «Про укрупнення сільських рад по Житомирській області», сільську раду ліквідовано, територію та населені пункти приєднано до складу Вільнянської сільської ради Брусилівського району Житомирської області. Відновлена 15 лютого 1994 року як Віленьківська сільська рада Коростишівського району Житомирської області.
Припинила існування 5 січня 2017 року через об'єднання до складу Коростишівської міської територіальної громади Коростишівського району Житомирської області.
Входила до складу Брусилівського (7.03.1923 р., 1943 р.) та Коростишівського (1941 р., 15.02.1994 р.) районів.